# Antoni Fiter i Rossell
Antoni Fiter i Rossell (né à Ordino le 6 mai 1706 et mort à Barcelone le 28 octobre 1748) est un docteur en droit, avocat, prêtre et viguier d'Andorre.
Fils de Joan Fiter d’Ares et de Joana Agna Fiter i Rossell, il est l'aîné d'une fratrie de six. Il commence à étudier le droit civil à l'université de Huesca en 1725 et obtient son doctorat en 1731. Pendant douze années il administre ensuite les biens familiaux mais, n'étant pas marié, se voit décliner le droit d'en hériter. 
Le 12 octobre 1739 il devient viguier épiscopal d'Andorre, poste qu'il occupera jusqu'à sa mort en 1748.
Il est principalement connu pour avoir rédigé le Manual Digest, un recueil des us et coutumes de l'Andorre apportant également de précieux renseignements historiques. Cet ouvrage est l'un des plus importants en langue catalane du XVIIIe siècle au vu de son influence. Jusqu'en 1993, date à laquelle fut promulguée la constitution d'Andorre, le livre a servi de référence dans le domaine politique du pays. 